# Vlad Chiricheș
Vlad Iulian Chiricheș (phát âm tiếng Romania: [ˈvlad ˈkirikeʃ]; sinh ngày 14 tháng 11 năm 1989) là một cầu thủ bóng đá chuyên nghiệp người România hiện đang thi đấu cho câu lạc bộ FCSB tại Liga I và đội trưởng của Đội tuyển bóng đá quốc gia România chủ yếu ở vị trí trung vệ.

## Sự nghiệp câu lạc bộ

### Sự nghiệp ban đầu
Chiricheș bắt đầu sự nghiệp đội bóng ở quê nhà với vị trí tiền vệ tại LPS Bacău, và thậm chí chơi ở tiền đạo vài năm sau đó chuyển sang Ardealul Cluj. Ở phía sau, anh là đồng đội cùng các cầu thủ România tương lai là Mihai Răduț và Alexandru Maxim. Năm 2007, Chiricheș chuyển đến câu lạc bộ Benfica ở Bồ Đào Nha.
Khi trở về Romania sau 12 tháng ở Bồ Đào Nha, Chiricheș gia nhập câu lạc bộ Internațional Curtea de Argeș ở hạng thấp và giúp đội bóng thăng hạng Liga I năm 2009. Năm 2010, ngay sau khi Internațional bị giải thể, anh cùng nhiều đồng đội chuyển đến Pandurii Târgu Jiu. Chiricheș ký hợp đồng với FC Steaua București để thay thế, nhưng huấn luyện viên đội bóng Victor Pițurcă không đồng ý với vụ chuyển nhượng này.

### Steaua București
Sau một mùa giải ở Târgu Jiu, Chiricheș cuối cùng ký hợp đồng chuyển đến Steaua București với số tiền được báo cáo là 700.000 euro và 25% lãi suất cho Pandurii trong vụ chuyển nhượng tương lai. Steaua đã trả 500.000 euro cho các khoản tiền còn lại của đồng sở hữu vào tháng 8 năm 2013, làm cho tổng số tiền chuyển nhượng là 1,2 triệu euro
Ngày 25 tháng 10 năm 2012, anh ghi một cú vô lê từ gần chấm phạt đền trong chiến thắng 2–0 trước Molde tại Europa League, giúp Steaua giành quyền kiểm soát bảng E. Chiricheș ghi bàn từ cự ly xa vào lưới đối thủ Ajax ngày 21 tháng 2 năm 2013, giúp Steaua vượt qua hai bàn thua ở lượt đi khi Steaua giành chiến thắng trong loạt sút luân lưu để vào vòng 16 gặp đương kim vô địch UEFA Champion League Chelsea. Anh ghi bàn một lần nữa trên sân khách, bàn thắng gỡ hòa 1–1 với một pha dứt điểm cận thành tuyệt đẹp ở phút bù giờ trong trận thua 1–3 lượt về trước "The Blues" tại Stamford Bridge sau khi Steaua chiến thắng 1–0 ở lượt đi

### Tottenham Hotspur
Ngày 30 tháng 8 năm 2013, Tottenham Hotspur trả 9,5 triệu euro để ký hợp đồng đối với Chiricheș đến từ câu lạc bộ Steaua, vào thời điểm hiện tại, anh trở thành vụ chuyển nhượng lớn nhất trong giải vô địch. Anh có trận ra mắt trong chiến thắng 4–0 trước Aston Villa tại EFL Cup vào ngày 24 tháng 9.  Trận ra mắt tại Premier League của anh cũng là một trận đấu trên sân khách gặp Aston Villa, chiến thắng 2–0 vào ngày 20 tháng 10, trong đó người hâm mộ đã bầu chọn anh là cầu thủ xuất sắc nhất trận. Ngày 4 tháng 12, Chiricheș ghi bàn thắng đầu tiên cho Tottenham, với một bàn thắng gỡ hòa từ ngoài vòng cấm trong chiến thắng 2-1 trước Fulham.
Vào cuối kỳ chuyển nhượng mùa đông năm 2015, A.S Roma đưa ra lời đề nghị với giá 500.000 euro để đưa Chiricheș theo một khoản vay có thời hạn 6 tháng, nhưng khoản tiền này bị Tottenham Hotspur cho là quá thấp và sau đó bị từ chối. Ngày 9 tháng 5 năm 2015, anh bị kèo thẻ phạt đuổi ra khỏi sân khi đội bóng anh thua 0–3 trước Stoke City tại Sân vận động Britannia.

### Napoli
Ngày 30 tháng 7 năm 2015, Chiricheș ký hợp đồng Napoli ở Serie A có thời hạn 4 năm với mức phí 4,5 triệu bảng.  Anh có trận ra mắt giải đấu cho câu lạc bộ trong trận thua 1-2 trên sân nhà trước Sassuolo.
Ngày 10 tháng 9 năm 2018, có thông báo rằng Chiricheș bị chấn thương dây chằng chéo trước, điều này khiến anh phải ngồi ngoài trong phần lớn mùa giải.

### Sassuolo
Ngày 2 tháng 9 năm 2019, Chiricheș gia nhập câu lạc bộ Sassuolo dưới dạng cho mượn với nghĩa vụ phải mua vào cuối mùa giải. Chiricheș cuối cùng đã rời Napoli vào mùa hè năm 2020 với mức phí 11 triệu euro.

### Cremonese
Ngày 8 tháng 7 năm 2022, Cremonese thông báo việc ký hợp đồng đối với Chiricheș.

## Sự nghiệp quốc tế
Chiriches có trận ra mắt cho đội tuyển quốc gia trong trận đấu vòng loại UEFA Euro 2012 gặp Luxembourg ngày 2 tháng 9 năm 2011. Ngày 14 tháng 8 năm 2013, Chiricheș trở thành đội trưởng của đội tuyển quốc gia România, trong trận giao hữu 1-1 trước Slovakia. Trận ra mắt thi đấu của anh với tư cách đội trưởng vào ngày 6 tháng 9, chiến thắng 3–0 trước đội tuyển Hungary ở vòng loại World Cup 2014. Ngày 5 tháng 10 năm 2017, anh thi trận đấu thứ 50 cho đội tuyển quốc gia, gặp Kazakhstan, trong chiến thắng 3–1 trên sân nhà, trận đấu mà anh vẫn là đội trưởng của România.

## Thống kê sự nghiệp

### Câu lạc bộ
Tính đến 11 tháng 9 năm 2022
| Câu lạc bộ                    | Mùa giải            | Giải đấu            | Giải đấu | Giải đấu | Cúp Quốc gia | Cúp Quốc gia | Cúp Liên đoàn | Cúp Liên đoàn | Châu lục | Châu lục | Khác | Khác | Tổng | Tổng | Tổng |
| Câu lạc bộ                    | Mùa giải            | Hạng                | Trận     | Bàn      | Trận         | Bàn          | Trận          | Bàn           | Trận     | Bàn      | Trận | Bàn  | Trận | Bàn  |      |
| ----------------------------- | ------------------- | ------------------- | -------- | -------- | ------------ | ------------ | ------------- | ------------- | -------- | -------- | ---- | ---- | ---- | ---- | ---- |
| Internațional Curtea de Argeș | 2008–09             | Liga II             | 26       | 1        | 1            | 0            | –             | –             | –        | –        | –    | –    | 27   | 1    |      |
| Internațional Curtea de Argeș | 2009–10             | Liga I              | 15       | 0        | 1            | 0            | –             | –             | –        | –        | –    | –    | 16   | 0    |      |
| Internațional Curtea de Argeș | Tổng cộng           | Tổng cộng           | 41       | 1        | 2            | 0            | 0             | 0             | 0        | 0        | 0    | 0    | 43   | 1    |      |
| Pandurii Târgu Jiu            | 2010–11             | Liga I              | 24       | 0        | 0            | 0            | –             | –             | –        | –        | –    | –    | 24   | 0    |      |
| Pandurii Târgu Jiu            | 2011–12             | Liga I              | 15       | 0        | 2            | 0            | –             | –             | –        | –        | –    | –    | 17   | 0    |      |
| Pandurii Târgu Jiu            | Tổng cộng           | Tổng cộng           | 39       | 0        | 2            | 0            | 0             | 0             | 0        | 0        | 0    | 0    | 41   | 0    |      |
| Steaua București              | 2011–12             | Liga I              | 14       | 0        | 2            | 0            | –             | –             | 2        | 0        | –    | –    | 18   | 0    |      |
| Steaua București              | 2012–13             | Liga I              | 26       | 1        | 0            | 0            | –             | –             | 13       | 3        | –    | –    | 39   | 4    |      |
| Steaua București              | 2013–14             | Liga I              | 2        | 0        | –            | –            | –             | –             | 3        | 0        | 1    | 0    | 6    | 0    |      |
| Steaua București              | Tổng cộng           | Tổng cộng           | 42       | 1        | 2            | 0            | 0             | 0             | 18       | 3        | 1    | 0    | 63   | 4    |      |
| Tottenham Hotspur             | 2013–14             | Premier League      | 17       | 1        | 1            | 0            | 3             | 0             | 3        | 0        | –    | –    | 24   | 1    |      |
| Tottenham Hotspur             | 2014–15             | Premier League      | 10       | 0        | 3            | 1            | 1             | 0             | 5        | 0        | –    | –    | 19   | 1    |      |
| Tottenham Hotspur             | Tổng cộng           | Tổng cộng           | 27       | 1        | 4            | 1            | 4             | 0             | 8        | 0        | 0    | 0    | 43   | 2    |      |
| Napoli                        | 2015–16             | Serie A             | 8        | 1        | 2            | 0            | –             | –             | 7        | 1        | –    | –    | 17   | 2    |      |
| Napoli                        | 2016–17             | Serie A             | 14       | 2        | 1            | 0            | –             | –             | 1        | 0        | –    | –    | 16   | 2    |      |
| Napoli                        | 2017–18             | Serie A             | 7        | 0        | 1            | 0            | –             | –             | 1        | 0        | –    | –    | 9    | 0    |      |
| Napoli                        | 2018–19             | Serie A             | 3        | 0        | 0            | 0            | –             | –             | 3        | 0        | –    | –    | 6    | 0    |      |
| Napoli                        | Tổng cộng           | Tổng cộng           | 32       | 3        | 4            | 0            | 0             | 0             | 12       | 1        | 0    | 0    | 48   | 4    |      |
| Sassuolo (mượn)               | 2019–20             | Serie A             | 9        | 0        | 0            | 0            | –             | –             | –        | –        | –    | –    | 9    | 0    |      |
| Sassuolo                      | 2020–21             | Serie A             | 24       | 2        | 0            | 0            | –             | –             | –        | –        | –    | –    | 24   | 2    |      |
| Sassuolo                      | 2021–22             | Serie A             | 29       | 0        | 0            | 0            | –             | –             | –        | –        | –    | –    | 29   | 0    |      |
| Sassuolo                      | Tổng cộng           | Tổng cộng           | 62       | 2        | 0            | 0            | 0             | 0             | 0        | 0        | 0    | 0    | 62   | 2    |      |
| Cremonese                     | 2022–23             | Serie A             | 4        | 0        | 1            | 0            | —             | —             | —        | —        | 5    | 0    |      |      |      |
| Tổng cộng sự nghiệp           | Tổng cộng sự nghiệp | Tổng cộng sự nghiệp | 247      | 8        | 15           | 1            | 4             | 0             | 38       | 4        | 1    | 0    | 305  | 13   |      |

### Đội tuyển quốc gia
Tính đến 14 tháng 6 năm 2022
| Đội tuyển | Năm       | Trận | Bàn |
| --------- | --------- | ---- | --- |
| România   | 2011      | 5    | 0   |
| România   | 2012      | 10   | 0   |
| România   | 2013      | 8    | 0   |
| România   | 2014      | 7    | 0   |
| România   | 2015      | 7    | 0   |
| România   | 2016      | 8    | 0   |
| România   | 2017      | 9    | 0   |
| România   | 2018      | 1    | 0   |
| România   | 2019      | 3    | 0   |
| România   | 2020      | 2    | 0   |
| România   | 2021      | 10   | 0   |
| România   | 2022      | 6    | 0   |
| Tổng cộng | Tổng cộng | 76   | 0   |

## Danh hiệu
Steaua București
- Liga I: 2012–13
- Supercupa României:2013

Tottenham Hotspur
- EFL Cup Á quân: 2014–15